# Franz Vorster

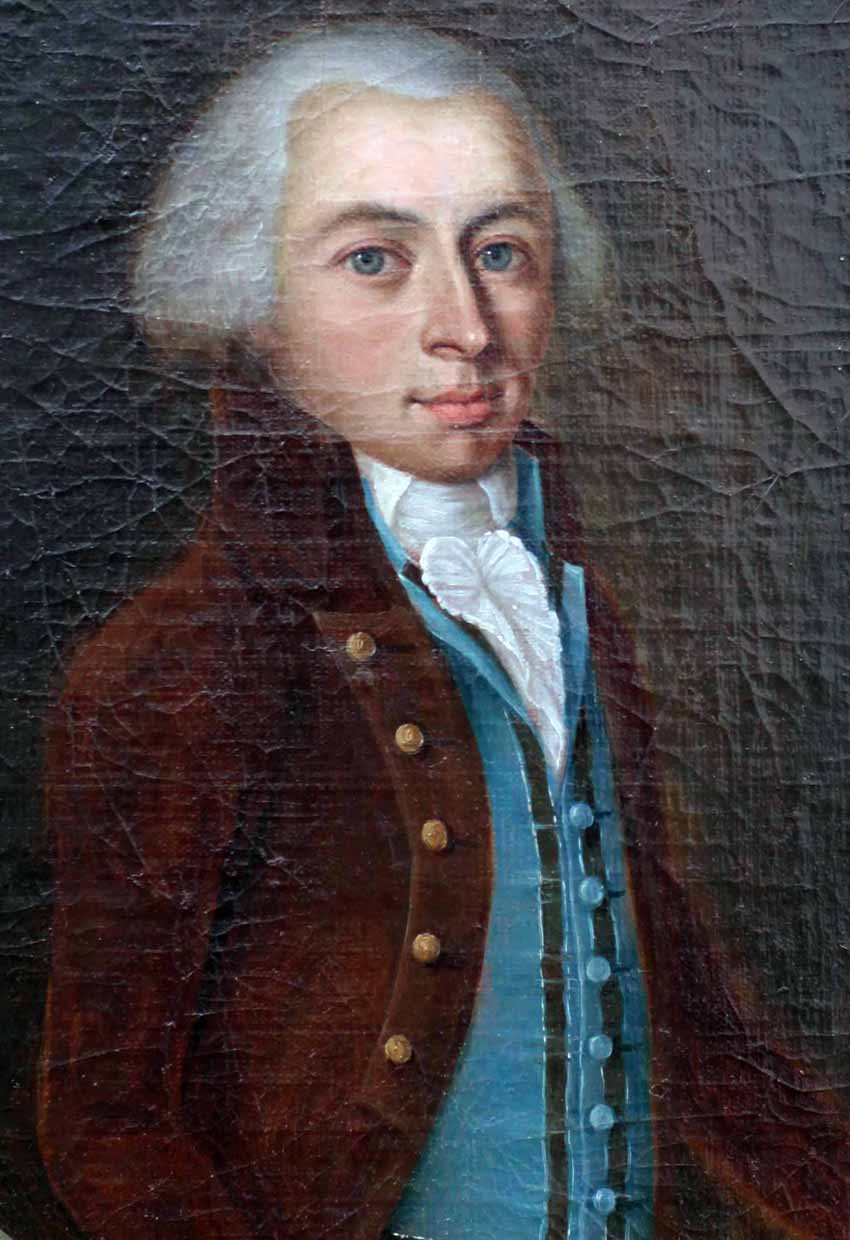
Franz Vorster

Franz Joseph Maxim Vorster (* 27. Oktober 1768 in Muri AG; † 8. Januar 1829 ebenda) war ein Schweizer Regierungsrat. 

## Leben
Franz Joseph Maxim Vorster war ein Sohn des Joseph Hilarius Vorster, (1726–1798; Kanzler des Klosters Muri). Er heiratete 1793 Liberata Meyer (1771–1848), eine Tochter des Ratsherrn Joseph Rudolf Valentin Meyer und Nichte des Abtes von Muri, Gerold II.
Franz und Liberata Vorster-Meyer hatten zehn Kinder, darunter Joseph Maximilian Anton (1804–1861; Kantonsrat für den Bezirk Diessenhofen 1834–1836 und Eigentümer des Schlosses Blidegg) sowie Maria Antonia. Letztere heiratete 1834 den Thurgauer Bezirksrichter und Klosterverwalter Dominik Rogg.

## Leistungen
Vorster wurde gefördert von Abt Gerold II. und stand bis 1798 im Dienst des Klosters Muri. Anschliessend amtete er als Schreiber des Distriktgerichts von Muri, dann als Obereinnehmer im Kanton Baden sowie ab 1803 als Gerichtsschreiber des Bezirksgerichts Muri. Er war Mitglied in der Gesellschaft für Vaterländische Kultur.
Von 1813 bis 1829 war er Grossrat, und 1820 wurde er in den Kleinen Rat des Kantons Aargau gewählt (Mitglied von 1821 bis 1829), wo er u. a. das Bürgerliche Gesetzbuch bearbeitete und einen entscheidenden Anteil leistete zum Abschluss des Konkordats zur Errichtung des neuen Bistums Basel, das er am 26. März 1828 unterzeichnete.